# Alexis Thorpe
Alexis Ann Thorpe (* 19. dubna 1980, Newport Beach, USA) je americká herečka.

## Kariéra
Před kamerou se poprvé objevila ve dvaceti letech, a to v roce 2000, když si zahrála ve filmu pro děti s názvem Dobrodružství Rockyho a Bullwinkla. O rok později jsme jí mohli vidět ve filmech Pretty Cool nebo Hladová Noc.
V roce 2002 dostala velkou příležitost, když byla obsazena do role Cassie v dlouho natáčeném seriálu Tak jde čas, kde působila až do roku 2005 a natočila 228 epizod. Kromě toho jsme jí mohli vidět i ve filmech Prci, prci, prcičky 3: Svatba nebo Trhni si!. Hrála také v seriálech Plastická chirurgie s. r. o. nebo Dr. House.

## Filmografie
- 2000 Dobrodružství Rockyho a Bullwinkla, Mladí a neklidní (TV seriál)
- 2001 Pretty Cool, Hladová noc, The Forsaken (TV seriál)
- 2002 Tak jde čas (TV seriál)
- 2003 Emmanuelle 2000: Emmanuelle Pie (TV film), Prci, prci, prcičky 3: Svatba
- 2004 Dark Shadows (TV pilot), Dr. House (TV seriál)
- 2005 Plastická chirurgie s. r. o. (TV seriál)
- 2006 Trhni si!
- 2007 Nightmare city 2035, The Unlikely´s, Pozemšťan